# Guy Fieri

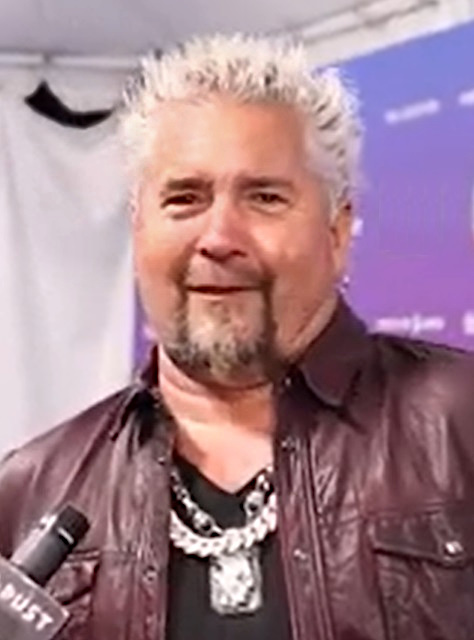
Guy Fieri (2022)

Guy Ramsay Fieri (Columbus, Ohio, 22 de enero de 1968), más conocido como Guy Fieri, es un
empresario, autor y presentador de televisión estadounidense, ganador de un premio Emmy. Es reconocido principalmente por haber presentado varias series de televisión en Food Network. Es copropietario de tres restaurantes en California y tiene a su nombre la licencia de algunos negocios gastronómicos en Las Vegas y Nueva York.

## Biografía

### Primeros años
Fieri nació como Guy Ramsay Ferry el 22 de enero de 1968 en Columbus, Ohio, hijo de Penelope Anne y Lewis James Ferry. Creció en Ferndale, en el condado rural de Humboldt, California. Durante el instituto, fue estudiante de intercambio en Francia, donde desarrolló su interés por el mundo de la culinaria y la gastronomía.

### Carrera

#### Inicios
Comenzó su relación con la industria culinaria en la escuela primaria de Ferndale, donde vendía pretzels y lavaba platos para financiar su viaje de estudios a Francia. A su regreso a los Estados Unidos, trabajó en el restaurante del Red Lion Inn de Eureka, California, para luego mudarse a Las Vegas e inscribirse en la universidad. Asistió a la Universidad de Nevada y se licenció en Administración Hotelera en 1990 y poco después de su graduación entró a trabajar en la cadena Stouffer's como gerente de un restaurante en Long Beach, California llamado Parker's Lighthouse. Después de tres años en el sur del estado, se convirtió en director de distrito de la cadena Louise's Trattoria.

#### Restaurantes

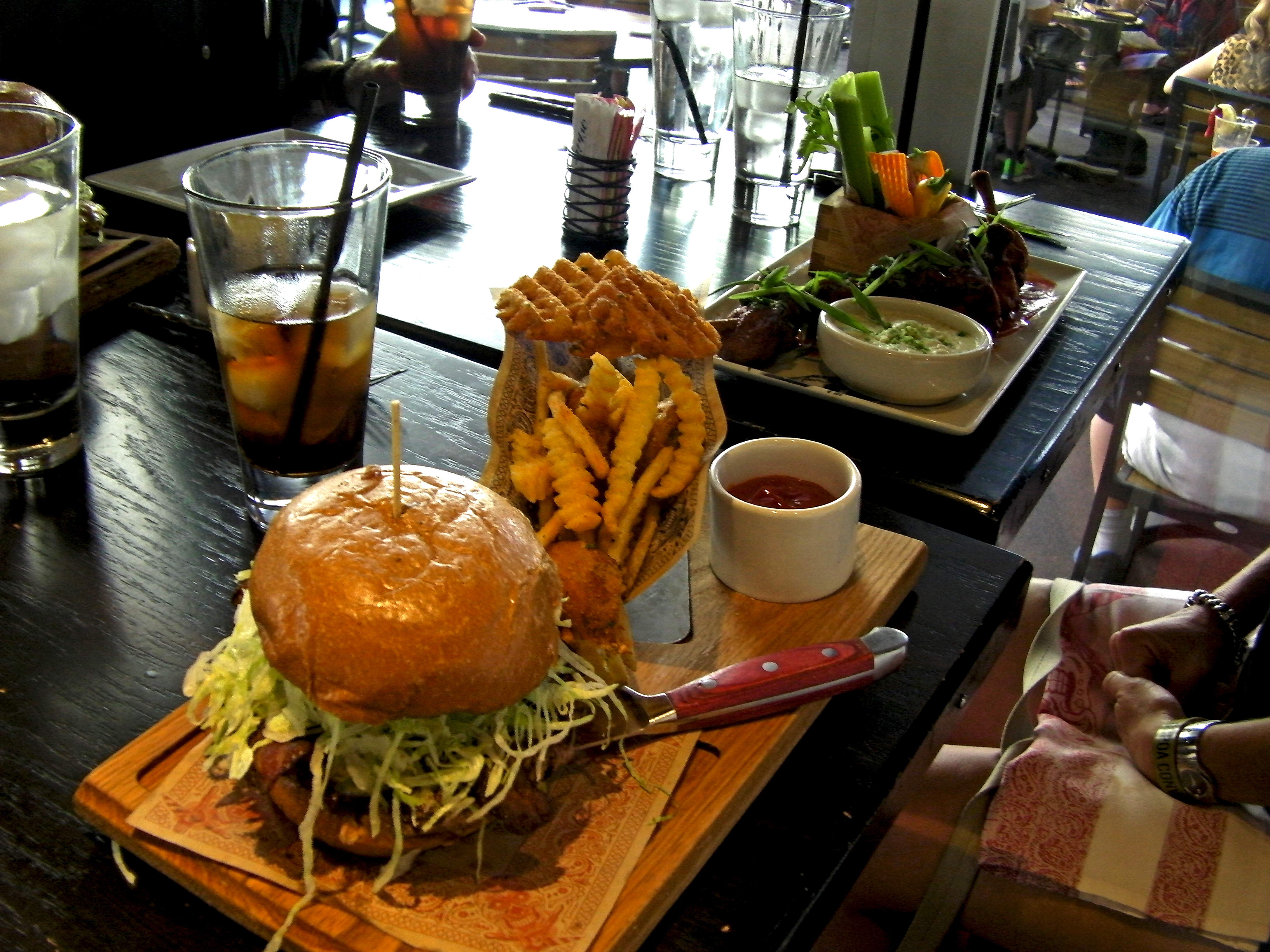
Menú habitual del restaurante Guy Fieri's Vegas Kitchen & Bar en Las Vegas

A finales de 1996, Fieri y su socio Steve Gruber abrieron un restaurante de estilo italiano llamado Johnny Garlic's en Santa Rosa, California. En 1999 abrieron un segundo local en Windsor, un tercero en Petaluma en 2001 y un cuarto en Roseville a finales de 2008. Posteriormente, desarrollaron el restaurante Tex Wasabi's en Santa Rosa, añadiendo un segundo local en la zona de Arden-Arcade de Sacramento en 2007. En 2011 inauguraron una sucursal de Johnny Garlic's en Dublín, California.
El primer restaurante de Fieri en Nueva York, Guy's American Kitchen and Bar, abrió sus puertas en 2012 con una negativa reseña del New York Times por parte del reconocido crítico de cocina Pete Wells, a la que se refirió Larry Olmsted de Forbes como "la crítica más mordaz de la historia del New York Times" y "probablemente la crítica de restaurantes más leída de la historia". Fieri, por su parte, acusó a Wells de utilizar su fama como plataforma para hacerse publicidad. La ubicación del restaurante en la muy transitada Times Square le permitió aparecer en la lista de Restaurant Business de los 100 mejores restaurantes independientes según el ranking de ventas durante cuatro años consecutivos. Tras cinco años de servicio, el local cerró a finales de 2017.
En 2011 se asoció con Carnival Cruise Line para crear Guy's Burger Joint y vender sus hamburguesas en toda la flota de cruceros de la compañía. En octubre de 2017 había 19 restaurantes en los cruceros de Carnival, incluyendo Guy's Pig & Anchor Smokehouse Brewhouse, especializado en cerveza y barbacoa.
En abril de 2014, el local Guy Fieri's Vegas Kitchen and Bar abrió en Las Vegas. En 2015, Guy Fieri's Baltimore Kitchen & Bar inició operaciones en el Horseshoe Casino de Baltimore. En 2018, Fieri colaboró con el fundador de Planet Hollywood, Robert Earl, para abrir la tienda de sándwiches de pollo Chicken Guy! en Disney Springs.

#### Televisión
Tras ganar la segunda temporada de The Next Food Network Star el 23 de abril de 2006, Fieri firmó un contrato de seis episodios para realizar su propio programa de cocina en Food Network. El show, titulado Guy's Big Bite, se estrenó el 25 de junio de 2006 y el episodio más reciente se emitió el 16 de noviembre de 2016.

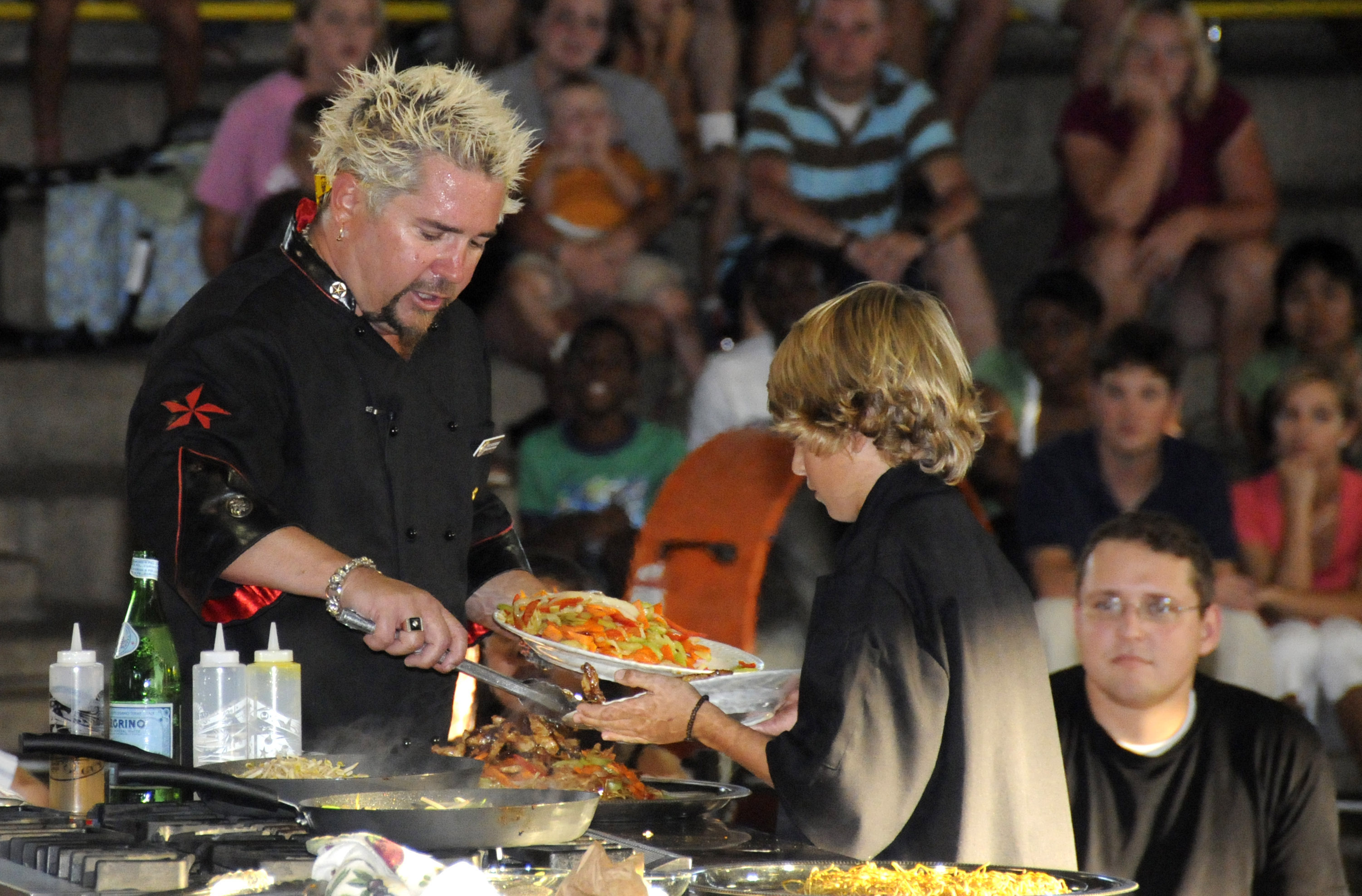
Fieri y su hijo en 2009

Diners, Drive-Ins and Dives, su segunda serie, se estrenó en abril de 2007 (un especial de una hora se emitió en noviembre de 2006), y presentaba a Fieri viajando por el país en busca de restaurantes locales. El New York Times manifestó que la serie "no era un programa de cocina, sino un reality show cuidadosamente diseñado". Ultimate Recipe Showdown, copresentado por Marc Summers, se estrenó el 17 de febrero de 2008 y se emitió durante tres temporadas. El 14 de septiembre de 2008, Guy Off the Hook debutó en Food Network, un programa especial con audiencia en el estudio que se emitió hasta finales de 2008. Sin embargo, su coste adicional no se tradujo en un aumento de la audiencia y el show fue cancelado.
El Día de Acción de Gracias de 2008, Fieri presentó un especial de una hora titulado Guy's Family Feast. Utilizó el plató de Guy Off the Hook para el especial, que se emitió en directo el 28 de noviembre de 2008. Apareció además en otros programas de Food Network como Dinner: Impossible, Paula's Party, Ace of Cakes y The Best Thing I Ever Ate.
En diciembre de 2009, la NBC lo nombró presentador del programa de juegos Minute to Win It, que se estrenó en marzo de 2010 y se emitió durante dos temporadas. El 13 de mayo de 2012, la NBC anunció que el programa de juegos no sería renovado para una tercera temporada, citando los altos costes de producción y los bajos índices de audiencia.

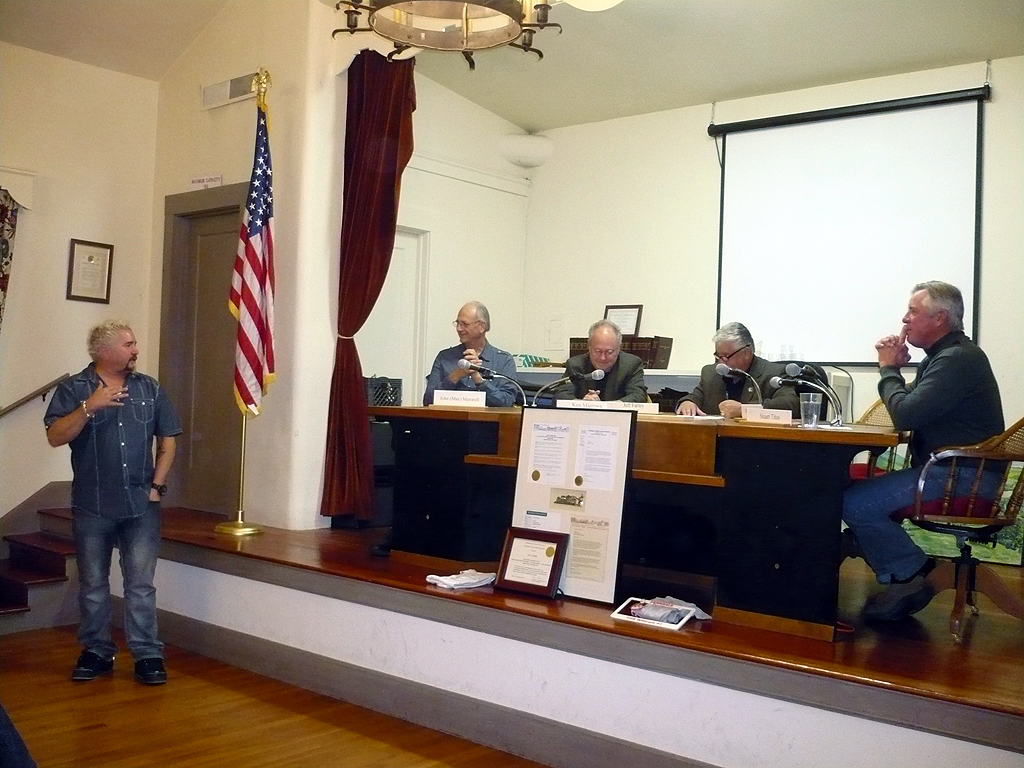
Fieri recibiendo las llaves de la ciudad de Ferndale el 23 de noviembre de 2012

En enero de 2012 se convirtió en uno de los dos capitanes de equipo (junto con Rachael Ray) en el reality Rachael vs. Guy: Celebrity Cook-Off. Una segunda temporada comenzó a emitirse en Food Network el 6 de enero de 2013. Un programa de desafío de chefs, Guy's Grocery Games, inició su transmisión el 27 de octubre de 2013, con cuatro cocineros luchando en tres rondas y siendo evaluados por tres jueces.
Su serie más reciente, Guy's Family Road Trip, fue elegida como programa principal de la temporada 13 de Food Network Star en 2017 y se estrenó el 13 de agosto de ese mismo año.

#### Otros proyectos
En 2009 salió de gira con el Guy Fieri Roadshow, un tour gastronómico por varios estados en el que participaron algunos de sus compañeros de Food Network. También apareció en eventos regionales de la cadena, como el Atlantic City Food and Wine Festival de 2012 y el South Beach Food and Wine Festival de 2012, donde ofició 101 bodas gay.
En 2015 ofició el matrimonio del famoso chef Art Smith en Miami Beach, en la que participaron más de dos docenas de parejas del mismo sexo. El evento se organizó para celebrar que el Tribunal Supremo de Florida había levantado la prohibición estatal del matrimonio entre personas del mismo sexo.
En respuesta al efecto de la pandemia de COVID-19 en el sector de la restauración en 2020, Fieri se asoció con la Fundación Educativa de la Asociación Nacional de Restaurantes para recaudar dinero para los trabajadores desempleados de dicha industria a través del recién creado Fondo de Ayuda a los Empleados de Restaurantes. En menos de dos meses se recaudaron más de 20 millones de dólares.

## Plano personal
Fieri conoció a su esposa Lori cuando ella entró en un restaurante que él dirigía en Long Beach, California. La pareja se casó en 1995. Luego de su matrimonio cambió su apellido de Ferry a Fieri como un tributo a su abuelo paterno Giuseppe Fieri, un inmigrante italiano que había anglicizado su apellido a Ferry al llegar a Estados Unidos. Viven en Santa Rosa, California, con sus hijos Hunter y Ryder.
Ha recibido múltiples nominaciones a los Premios Emmy, llevándose la victoria en 2013 como parte del equipo de producción de Guy Fieri's Family Reunion.

## Filmografía
| Cine | Cine              | Cine     | Cine   |
| Año  | Título            | Papel    | Notas  |
| ---- | ----------------- | -------- | ------ |
| 2014 | I Am Evel Knievel | Él mismo |        |
| 2014 | The Interview     | Él mismo |        |
| 2023 | 80 for Brady      | Él mismo | [ 26 ] |

| Televisión    | Televisión                          | Televisión         | Televisión          |
| Año           | Título                              | Papel              | Notas               |
| ------------- | ----------------------------------- | ------------------ | ------------------- |
| 2006          | The Next Food Network Star          | Él mismo           | Temporada 2         |
| 2006–2016     | Guy's Big Bite                      | Él mismo           |                     |
| 2007          | Paula's Party                       | Él mismo           | 1 episodio          |
| 2007          | All-Star Holiday Dishes             | Él mismo           |                     |
| 2007–present  | Diners, Drive-Ins and Dives         | Él mismo           |                     |
| 2007–2009     | Dear Food Network                   | Él mismo           | 5 episodios         |
| 2007–2009     | Dinner: Impossible                  | Él mismo           | 2 episodios         |
| 2008          | Phineas & Ferb                      | Hombre de la pizza | 1 episodio          |
| 2008–2010     | Ultimate Recipe Showdown            | Él mismo           |                     |
| 2009          | HGTV Showdown                       | Él mismo           | 1 episodio          |
| 2009          | Garage Mahal                        | Él mismo           | 1 episodio          |
| 2009–2011     | The Best Thing I Ever Ate           | Él mismo           | 16 episodios        |
| 2010          | Ace of Cakes                        | Él mismo           | 1 episodio          |
| 2010–2011     | Minute to Win It                    | Él mismo           |                     |
| 2011          | Guy Fieri's Rock 'n Road Show       | Él mismo           |                     |
| 2011          | Bitchin' Kitchen                    | Él mismo           | 1 episodio          |
| 2011          | Take Two with Phineas and Ferb      | Él mismo           | 1 episodio          |
| 2011          | Ridiculousness                      | Él mismo           | 1 episodio          |
| 2011–2012     | The Best Thing I Ever Made          | Él mismo           | 4 episodios         |
| 2012          | Restaurant: Impossible              | Él mismo           | 1 episodio          |
| 2012          | Guy Fieri's Family Reunion          | Él mismo           |                     |
| 2012–2014     | Rachael vs. Guy: Celebrity Cook-Off | Él mismo           |                     |
| 2013          | Guy's Family Cruise                 | Él mismo           |                     |
| 2013–presente | Guy's Grocery Games                 | Él mismo           | Productor ejecutivo |
| 2013–2014     | Rachael vs. Guy: Kids Cook-Off      | Él mismo           |                     |
| 2015          | I Get That a Lot                    | Él mismo           | 1 episodio          |
| 2015–2016     | Guilty Pleasures                    | Él mismo           | 4 episodios         |
| 2016          | Guy & Hunter's European Vacation    | Él mismo           | Productor ejecutivo |
| 2017          | Guy's Family Road Trip              | Él mismo           |                     |
| 2017          | Super Southern Eats                 | Él mismo           | Productor ejecutivo |
| 2017          | On Your Marc                        | Él mismo           |                     |
| 2018          | Impractical Jokers                  | Él mismo           | 1 episodio          |

| Videojuegos | Videojuegos      | Videojuegos | Videojuegos |
| Año         | Título           | Papel       | Notes       |
| ----------- | ---------------- | ----------- | ----------- |
| 2011        | Minute to Win It | Él mismo    |             |